# Painless (album Nilüfer Yanya)
Painless è il secondo album in studio della cantante inglese Nilüfer Yanya. È stato pubblicato il 4 marzo 2022 con l'etichetta ATO Records.

## Accoglienza critica
Painless è stato accolto con ampi consensi da parte della critica. Laura Snapes di Pitchfork ha affermato che "Painless eccelle in una sorta di sottile rivelazione, facendo meno affidamento sulla potenza che sulla trama e con un'impeccabile parsimonia nei dettagli". Chris Taylor di Line of Best Fit ha scritto: "croccante, etereo e strano in con la sua aspra bellezza, Painless è un disco di contraddizioni che Yanya intreccia spettacolarmente insieme." In una recensione a cinque stelle The Telegraph ha proclamato che l'album "dovrebbe timbrare Nilüfer Yanya come star generazionale".

## Tracce
1. The Dealer – 3:38 (Nilüfer Yanya, Will Archer, Jazzi Bobbi)
2. L/R – 3:39 (Yanya, Archer)
3. Shameless – 4:34 (Yanya, Archer)
4. Stabilise – 3:32 (Yanya, Archer)
5. Chase Me – 3:30 (Yanya, Archer)
6. Midnight Sun – 4:42 (Yanya, Archer)
7. Trouble – 5:04 (Yanya, Archer)
8. Try – 4:10 (Yanya, Archer)
9. Company – 3:46 (Yanya, Archer)
10. Belong with You – 2:56 (Yanya, Bobbi)
11. The Mystic – 3:33 (Yanya, Bullion)
12. Anotherlife – 3:23 (Yanya, Bullion)